# Let Me Rock You
Let Me Rock You é o terceiro álbum solo do ex-baterista do Kiss, Peter Criss. Foi produzido por Vini Poncia. O único single lançado foi "Tears" com "Jealous Guy" no lado B.

## Faixas
1. "Let It Go" (Tommy Faragher, Davey Faragher, Brie Howard) – 4:05
2. "Tears" (Vinnie Cusano, Adam Mitchell) – 3:36
3. "Move on Over" (Peter Criss, Vini Poncia) – 3:48
4. "Jealous Guy" (John Lennon) – 3:58
5. "Destiny" (Charlie Midnight, Cash Monet, Jeff Schoen) – 4:11
6. "Some Kinda' Hurricane" (Russ Ballard) – 4:04
7. "Let Me Rock You" (Ballard) – 3:37
8. "First Day in the Rain" (Steve Stevens) – 3:32
9. "Feel Like Heaven" (Gene Simmons) – 3:43
10. "Bad Boys" (Criss, Jim Roberge) – 3:28

## Créditos
- Peter Criss - Vocais, Bateria
- Michael Landau – Guitarra
- Steve Stevens – Guitarra
- Steve Lukather – Guitarra
- Caleb Quaye – Guitarra
- Bob Messano – Guitarra, Vocal de apoio
- Phil Grande – Guitarra
- John "Cooker" Lo Presti – Baixo
- Davey Faragher – Baixo
- Michael Braun – Bateria
- Dennis Conway - Bateria
- James Newton Howard - Teclados, Sintetizadores
- Jai Winding – Teclados
- Jim Roberge – Teclados
- Ed Walsh – Sintetizadores
- Vini Poncia – Vocal de apoio
- Rory Dodd – Vocal de apoio
- Eric Troyer – Vocal de apoio
- Mark Kreider – Vocal de apoio
- Suzanne Fellini – Vocal de apoio